# Desmodorella tenuispiculum
Desmodorella tenuispiculum is een rondwormensoort. De wetenschappelijke naam van de soort is voor het eerst geldig gepubliceerd in 1928 door Allgén.